# Карлос Рауль Вільянуева
Ка́рлос Рау́ль Віянуе́ва (або Вільянуе́ва, ісп. Carlos Raúl Villanueva; *30 травня 1900, Лондон, Велика Британія — †16 серпня 1975, Каракас, Венесуела) — венесуельський архітектор 20 століття, один найвідоміших архітекторів, що працював у стилі модерн. Він грав значну роль у плануванні та розвитку таких міст як Каракас, Маракай та деяких інших міст Венесуели. Серед його найвідоміших робіт — проект перебудови каракаського району Ель-Сіленсіо (El Silencio), що включав створення 7797 квартир та 207 магазинів, та Університетське містечко в Каракасі, головний кампус Центрального університету Венесуели, що вважається шедевром сучасного міського планування і архітектури та з 2000 року входить до списку Світової спадщини ЮНЕСКО.